# QNet ITF Open
Il QNet ITF Open è un torneo professionistico di tennis giocato su campi in cemento. Fa parte dell'ITF Women's Circuit. Si gioca annualmente a Bangalore in India.

## Albo d'oro

### Singolare
| Anno | Campionessa | Finalista             | Punteggio |
| ---- | ----------- | --------------------- | --------- |
| 2012 | Donna Vekić | Andrea Koch-Benvenuto | 6–2, 6–4  |

### Doppio
| Anno | Campionesse                      | Finaliste                   | Punteggio        |
| ---- | -------------------------------- | --------------------------- | ---------------- |
| 2012 | Tamaryn Hendler Melanie Klaffner | Tadeja Majerič Anja Prislan | 6–2, 4–6, [10–6] |